# Hadena abruzzensis
Hadena abruzzensis là một loài bướm đêm trong họ Noctuidae.